# Kautzky Norbert
Kautzky Norbert (Budapest, 1925. augusztus 2. – Budapest, 2000. január 3.) magyar költő, író.

## Életpályája
1944-1951 között a bányászatban adminisztrátorként dolgozott. 1944-1948 között a József Nádor Műszaki és Gazdaságtudományi Egyetem Közgazdaságtudományi Karán tanult. 1951-ben kitelepítették a Viharsarokba. 1953-ban szabadult családjával. 1953-1955 között munkanélküli volt. 1955-1958 között  ásványbányászati vállalatoknál adminisztrátorként dolgozott. 1958-1959 között a Kéziszerszámgyárban volt betanított munkás. 1959-1962 között egy nevelőotthonban volt gondnok. 1964-1968 között az ELTE BTK pszichológia szakos hallgatója volt. 1968-1970 között a Dunántúli Ásványbánya munkavédelmi főelőadójaként dolgozott. 1970-1985 között a Fővárosi Vízművek pszichológusa volt. 1985-ben nyugdíjba vonult.

## Családja
Apja (idősebb) Kautzky József labdarúgó, anyja Lantos Irén. Kautzky Norbertnek három öccse született: (idősebb) Kautzky Armand, (ifjabb) Kautzky József és Kautzky Ervin színművészek. Ervinnek a fia, (ifjabb) Kautzky Armand is a színészmesterséget választotta.

## Művei
- Szombaton kezdődik a vasárnap (elbeszélések, 1970)
- Menedékünnep (versek, 1976)
- Magán-beszéd (1976)
- 31 másodperc (versek, 1980)
- Elefántház (regény, 1982)
- Fehér lampionok (novellák, 1984)
- Vallató (versek, 1985)
- Vészkijárat (regény, 1987)
- Kiárusítás (tv-játék, 1987)
- A hűség kálváriája (versek, 1995)
- A mindenség egy napja (elbeszélés, 1997)
- Párbeszéd. Versek; Pro Pannonia, Pécs, 1999 (Pannónia könyvek)